# لوني لين
لوني لين (بالإنجليزية: Lonnie Lynn)‏ مواليد 24 مايو 1943 في شيكاغو - الوفاة 12 سبتمبر 2014، كان لاعب كرة سلة أمريكي. تم اختياره من قبل فريق أتلانتا هوكس خلال الدرافت. لعب مع دنفر ناغتس. بلغ طوله 6 قدم 7 بوصة (2.0 م).

## روابط خارجية
- لوني لين على موقع ميوزك برينز (الإنجليزية)
- لوني لين على موقع ديسكوغز (الإنجليزية)
- لوني لين على موقع سبورتس رفرنس (الإنجليزية)
- لوني لين على موقع ريلجم (الإنجليزية)
- لوني لين على موقع بروبوليرز (الإنجليزية)